# Austreiben (Typografie)
Austreiben ist ein Fachbegriff aus dem Schriftsatz und bezeichnet ein Verfahren, um Textzeilen im Blocksatz auf die vorgesehene gemeinsame Breite zu bringen, indem die Wortzwischenräume vergrößert werden. Es dient der Lesequalität und soll Satzfehler wie Hurenkind und Schusterjunge vermeiden. Im Handsatz folgt auf die konzeptionelle Arbeit des Austreibens (oder des Einbringens, wie die Verkleinerung von Wortzwischenräumen genannt wird) das Ausschließen, das heißt das Füllen der Leerräume mit Blindmaterial aus dem Setzkasten. 
Während diese Arbeit heute von Textverarbeitungsprogrammen erledigt wird, mussten im Handsatz die Wortabstände noch manuell nach einem festgeschriebenen Regelwerk verändert werden. So wurden zum Beispiel nachfolgende oder vorangehende Satzzeichen, die Form der Buchstaben oder die Länge der Wörter bei der Auswahl des  richtigen Ausschlusses berücksichtigt. Auch die Begriffe Aussperren oder Ausbringen waren einst gebräuchlich.